# Championnats de France de natation en eau libre 2016
Navigation
Gravelines 2015 Gravelines 2017
Les Championnats de France de natation en eau libre 2016 ont lieu à Montargis dans le Lac de Cepoy du 26 - 29 mai 2016.
Ces championnats permettent aux meilleurs athlètes de se qualifier pour les Championnats d'Europe de nage en eau libre 2016.

## Podiums

### Hommes
| Épreuves              | Or                   | Or                 | Argent          | Argent             | Bronze            | Bronze             |
| --------------------- | -------------------- | ------------------ | --------------- | ------------------ | ----------------- | ------------------ |
| 5 km contre la montre | Marc-Antoine Olivier | 56 min 10 s 20     | Yann Corbel     | 56 min 24 s 20     | Guillaume Boscher | 57 min 06 s 90     |
| 5 km                  | Marc-Antoine Olivier | 53 min 47 s 80     | Axel Reymond    | 53 min 51 s 70     | Logan Fontaine    | 54 min 05 s 60     |
| 10 km                 | David Aubry          | 1 h 52 min 11 s 50 | Logan Fontaine  | 1 h 52 min 13 s 30 | Axel Reymond      | 1 h 52 min 15 s 30 |
| 25 km                 | Axel Reymond         | 4 h 56 min 07 s    | Benjamin Brantu | 5 h 08 min 16 s 20 | Maxime Maetz      | 5 h 08 min 58 s    |

### Femmes
| Épreuves              | Or                 | Or                 | Argent           | Argent             | Bronze            | Bronze             |
| --------------------- | ------------------ | ------------------ | ---------------- | ------------------ | ----------------- | ------------------ |
| 5 km contre la montre | Coralie Codevelle  | 1 h 00 min 26 s 50 | Caroline Jouisse | 1 h 03 min 28 s 10 | Morgane Dornic    | 1 h 03 min 48 s 50 |
| 5 km                  | Aurélie Muller     | 58 min 35 s 40     | Océane Cassignol | 58 min 37 s        | Coralie Codevelle | 59 min 28 s 80     |
| 10 km                 | Aurélie Muller     | 1 h 57 min 50 s 10 | Océane Cassignol | 2 h 01 min 43 s    | Coralie Codevelle | 2 h 01 min 44 s 20 |
| 25 km                 | Charlyne Secrestat | 5 h 29 min 47 s 90 | Morgane Dornic   | 5 h 29 min 57 s 60 | Caroline Jouisse  | 5 h 31 min 41 s 50 |